# Pamparaptor micros
Pamparaptor micros — вид ящеротазових динозаврів родини дромеозаврид (Dromaeosauridae), який існував у пізній крейді (89 млн років тому).

## Скам'янілості
Рештки динозавра знайдено у 2005 році у відкладеннях формації Портесуело в провінції Неукен у Патагонії на півдні Аргентини. Відомий лише з голотипу MUCPv-1163, що включає майже повний набір і зчленованих між собою кісток лівої ноги. Спочатку вважалося, що це молодий екземпляр іншого виду дромеозаврид Neuquenraptor argentinus. Проте у 2011 році рештки віднесли до нового роду дромеозаврид.

## Опис
Невеликий двоногий хижий динозавр завдовжки 0,5-0,7 м. На нозі є довгий серпоподібних кіготь, що характерний для представників дромеозаврид.